# Spiridon (Romanov)
Spiridon (světským jménem: Andrej Vladimirovič Romanov; * 23. června 1980, Zagorsk) je ruský duchovní Ukrajinské pravoslavné církve Moskevského patriarchátu, arcibiskup vyšnevskyj a vikář kyjevské eparchie.

## Život
Narodil se 23. června 1980 v Zagorsku (dnes Sergijev Posad) v rodině kněze.
Studoval na střední škole č. 22 v rodném městě, poté v New Yorku, kde sloužil jeho otec v chrámu svatého Mikuláše a nakonec na škole zastupitelství Ruska při OSN. Od roku 1997 studoval na Kyjevském duchovním semináři a následně na Kyjevské duchovní akademii.
Od roku 1998 pracoval v Synodním oddělení pro charitu a sociální služby. Později se stal referentem metropolity kyjevského Volodymyra (Sabodana) a pracovníkem Oddělení vnějších církevních vztahů. Studoval také na Ekumenické institutu v Bossey.
Roku 2007 se stal asistentem rektora akademie a semináře, zároveň přednášel na těchto institucích. Dne 14. října 2010 byl metropolitou Volodymyrem rukopoložen na diákona a určen pro službu v chrámu svatého Eliáše v Kyjevě. Stejného roku byl jmenován sekretářem blagočinného Kyjeva. Dne 3. srpna 2012 byl rukopoložen na jereje.
Zastával funkci sekretáře prvního vikáře kyjevské eparchie a funkci představeného chrámu svatého Teodosia Černigovského. Dne 19. prosince 2013 byl povýšen na protojereje. Dne 25. prosince 2015 přijal mnišský postřih se jménem Spiridon na počest svatého Spyridona a 27. srpna 2017 byl povýšen na archimandritu.
Dne 6. prosince 2019 jej Svatý synod Ukrajinské pravoslavné církve zvolil biskuoem vyšnevským a vikářem kyjevské eparchie. Biskupská chirotonie proběhla 13. prosince v chrámovém komplexu Narození Krista v Kyjevě. Hlavním světitelem byl metropolita kyjevský a celé Ukrajiny Onufrij (Berezovskyj)., který ho 17. srpna 2024 povýšil na arcibiskupa.